# Cerchysius kilimanjarensis
Cerchysius kilimanjarensis är en stekelart som beskrevs av Geoffrey John Kerrich 1954.
Cerchysius kilimanjarensis ingår i släktet Cerchysius och familjen sköldlussteklar. Artens utbredningsområde är Tanzania. Inga underarter finns listade i Catalogue of Life.